# Borneói pókvadász
A borneói pókvadász (Arachnothera everetti) a madarak (Aves) osztályának a verébalakúak (Passeriformes) rendjébe, ezen belül a nektármadárfélék (Nectariniidae) családjába tartozó faj.

## Rendszerezése
A fajt Richard Bowdler Sharpe angol zoológus és ornitológus írta le 1893-ban, az Arachnoraphis nembe Arachnoraphis everetti néven. Szerepelt szumátrai pókvadász (Arachnothera affinis) alfajaként Arachnothera affinis everetti néven is. Tudományos faji nevét Alfred Hart Everett brit ornitológus tiszteletére kapta.

## Alfajai
- Arachnothera everetti everetti
- Arachnothera everetti pars[3]

## Előfordulása
Borneó szigetén, Indonézia és Malajzia területén honos. Természetes élőhelyei a szubtrópusi és trópusi hegyi esőerdők.

## Természetvédelmi helyzete
A Természetvédelmi Világszövetség Vörös listáján nem szerepel.